# Operator logiczny
Operator logiczny w programowaniu – operator dostępny w określonym języku programowania (a także w innych językach komputerowych), który działając na argumentach reprezentujących wartości logiczne, w wyniku zwraca również wartość logiczną, realizując podstawowe operacje algebry Boole’a.
To jakie operatory logiczne są dostępne w konkretnym języku programowania zależy od jego składni, a to jakie są zasady ich stosowania, w tym priorytet tych operatorów i kolejność opracowywania argumentów, od przyjętej przez autorów języka lub implementacji konwencji. Zróżnicowany jest również sposób zapisu operatorów logicznych w poszczególnych językach: stosuje się zapis, bądź w postaci słów kluczowych, bądź symboli (znaku lub znaków niebędących literami). Stosowane są operatory logiczne jednoargumentowe – operator negacji, oraz dwuargumentowe – np. suma logiczna, iloczyn logiczny i inne.

## Dostępne operatory logiczne
Operatory logiczne udostępnione w językach komputerowych realizują następujące operacje logiczne:
- jednoargumentowe:
  - negacja;
- dwuargumentowe:
  - koniunkcja,
  - alternatywa,
  - alternatywa rozłączna,
  - implikacja,
  - równoważność.

## Zapis operatorów logicznych
Jak wyżej zaznaczono zapis w kodzie źródłowym operatorów logicznych zależne jest od przyjętej w składni danego języka sposobu reprezentacji znakowej operatorów, przy czym stosowane są zasadniczo dwa rozwiązania:
- zapis za pomocą słów kluczowych, odpowiadających nazwom operacji przez nie wykonywanych, np. and, or, xor, itp., takie rozwiązanie dostępne jest m.in. w języku Pascal[1], Visual Basic[2][3] i innych,
- zapis za pomocą symboli składających się ze znaku lub znaków innych niż litery, np. &&, ||, itp. takie rozwiązanie dostępne jest m.in. w języku C[4][5][6], C++[6] i innych.

W językach programowania oprócz operatorów logicznych występują także i inne, w tym operatory bitowe, realizujące odpowiednie operacje logiczne na pojedynczych bitach. W pewnych językach, np. C, C++, zapis tych operatorów jest różny, np. dla iloczynu bitowego jest to symbol: &, natomiast dla iloczynu logicznego jest to symbol: &&. W innych językach stosowany jest jednolity zapis tych operatorów, a to czy realizowana jest operacja logiczna czy bitowa zależne jest od typu argumentów, tak jest m.in. w języku Pascal, np. iloczyn bitowy oraz iloczyn logiczny realizowany jest za pomocą operatora reprezentowanego przez słowo kluczowe: and, co stanowi tzw. przeciążanie operatorów.

## Stosowanie operatorów logicznych
Operatory logiczne stosuje się w wyrażeniach, których rezultat jest typu logicznego, zarówno w przypisaniu jak i w wyrażeniach reprezentujących określone warunki realizacji algorytmu, np. w instrukcji warunkowej, pętli repetycyjnej i inne. Dają one możliwość budowania złożonych warunków, badających spełnienie bądź niespełnienie wielu różnych kryteriów równocześnie.
Przykłady:
| język programowania | w przypisaniu                                         | w instrukcji warunkowej                           | w pętli repetycyjnej                         |
| ------------------- | ----------------------------------------------------- | ------------------------------------------------- | -------------------------------------------- |
| C                   | { int v, *pa; v = !pv==v \|\| v==0; }                 | if(a<c && c>d) { /* instrukcje */ }               | do /* instrukcje */ while(!(v \|\| c<b));    |
| Pascal              | var b : boolean; … begin … b:=(a<c) and (c>d); … end; | if (a<c) and (c>d) then begin { instrukcje } end; | repeat { instrukcje } until not(v or (c<b)); |

## Implementacja operatorów logicznych
Zagadnienie implementacji operatorów logicznych w językach komputerowych wiąże się jak wyżej zaznaczono ustalenie reguł ich stosowania obejmujących między innymi ich priorytet, łączność, zasady opracowywania argumentów i inne aspekty.
Z priorytetem operatorów logicznych wiąże się zagadnienie kolejności wykonywania obliczeń w wyrażeniach, co ma szczególne znaczenie przy budowaniu warunków złożonych w wyrażeniach reprezentujących określone warunki realizacji algorytmu. Istotne jest również, czy zawsze opracowywane są dla takich operatorów wszystkie argumenty, nawet wtedy, gdy już na podstawie jednego z nich można określić wynik operacji, oraz ich kolejność (np. w systemie programowania Turbo C argumenty operatorów logicznych opracowywane są zawsze od lewej do prawej, a drugi z argumentów nie jest opracowywany, gdy już na podstawie wartości pierwszego z nich można określić rezultat operacji, co stanowi optymalizację programu). Istnieją języki które posiadają w swoim repertuarze operatory, dla których zawsze opracowywane są wszystkie argumenty (np. w języku Visual Basic operatory And i Or), oraz odpowiadające im operatory realizację te same operacje logiczne, ale pomijające wykonywanie obliczeń dla drugiego argumentu, jeżeli rezultat operacji jest znany już po obliczeniu pierwszego z nich (np. w języku Visual Basic operatory AndAlso i OrElse). Ma to szczególne znaczenie w przypadku wykorzystywania przez programistę tzw. efektów ubocznych, których stosowanie jednak przez literaturę przedmiotu nie jest zalecanie, a wręcz jest krytykowane i negatywnie oceniane.
W zakresie priorytetów operatorów można wyróżnić między innymi przypadki krańcowe:
- priorytet operatorów logicznych jest wyższy niż pozostałych operatorów,
- priorytet operatorów logicznych jest niższy niż pozostałych operatorów.

Jeżeli priorytet operatorów logicznych jest wyższy niż innych operatorów, wykonywane są przed nimi. Oznacza to, że w tym przypadku, aby prawidłowo zbudować warunek składający się z kilku badanych kryteriów połączonych odpowiednią funkcją logiczną, niezbędne jest ujęcie poszczególnych warunków łączonych operatorami logicznymi w nawiasy wymuszającymi określoną kolejność operacji. W przeciwnym razie wynik wyrażenie nie będzie zgodny z oczekiwaniami.
Przykład w języku Pascal (operatory logiczne mają najwyższy priorytet):
```
{ warunek złożony z dwóch kryteriów, pominięcie nawiasów

zmieni sposób obliczeń: w pierwszej kolejności

wykonana by została operacja bitowa

na wyrażeniu 2 and c, co jest niezgodne z oczekiwaniami }

if
 
(
a
<
b
*
2
)
 
and
 
(
c
+
1
>
d
-
2
)
 
then

  
begin

    
{ instrukcje }

  
end
;

```

W językach, w których operatory logiczne mają niższy priorytet niż pozostałe stosowanie nawiasów nie jest konieczne.
Przykład w języku C (operatory logiczne mają niższy priorytet):
```
/* warunek złożony z dwóch kryteriów, pominięcie nawiasów

nie zmieni zgodnego z oczekiwaniami badania warunku złożonego */

if
 
(
a
<
b
*
2
 
&&
 
c
+
1
>
d
-2
)

  
{

    
/* instrukcje */

  
}

```

## Operatory logiczne w językach programowania
Poniższe zestawienie zawiera dostępne operatory logiczne w wybranych językach komputerowych.
| język komputerowy | jednoargumentowe | dwuargumentowe | dwuargumentowe | dwuargumentowe        | dwuargumentowe | dwuargumentowe | dwuargumentowe |
| język komputerowy | negacja          | koniunkcja     | alternatywa    | alternatywa rozłączna | implikacja     | równoważność   | inne           |
| ----------------- | ---------------- | -------------- | -------------- | --------------------- | -------------- | -------------- | -------------- |
| ABAP              | NOT              | AND            | OR             | N                     | N              | N              | N              |
| Ada               | not              | and and then   | or or else     | xor                   | N              | N              | N              |
| C, C++            | !                | &&             | \|\|           | !=                    | N              | ==             | N              |
| Clipper           | .not.            | .and.          | .or.           | N                     | N              | N              | N              |
| COBOL             | NOT              | AND            | OR             | N                     | N              | N              | N              |
| Forth             | N                | AND            | OR             | XOR                   | N              | N              | N              |
| Fortran 1900      | .NOT.            | .AND.          | .OR.           | N                     | N              | N              | N              |
| Fortran 77        | .NOT.            | .AND.          | .OR.           | .NEQV.                | N              | .EQV.          | N              |
| JEAN              | NOT              | AND            | OR             | IS                    | N              | N              | N              |
| Java              | !                | &&             | \|\|           | !=                    | N              | ==             | N              |
| Modula-2          | NOT              | AND &          | OR             | N                     | N              | N              | N              |
| Pascal            | not              | and            | or             | xor                   | N              | N              | N              |
| Perl              | ! not            | && and         | \|\|// or      | xor                   | N              | N              | N              |
| PHP               | !                | && and         | \|\| or        | xor                   | N              | N              | N              |
| PL/I              | ¬                | &              | \|             | N                     | N              | N              | N              |
| PL/M              | NOT              | AND            | OR             | XOR                   | N              | N              | N              |
| Python            | not              | and            | or             | N                     | N              | N              | N              |
| REXX              | \ ¬              | &              | \|             | &&                    | N              | N              | N              |
| VHDL              | not              | and            | or             | xor                   | N              | nxor           | nand nor       |
| Visual Basic, VBA | Not              | And AndAlso    | Or OrElse      | Xor                   | Imp            | Eqv            | N              |